# Targowica (rejon młynowski)
Targowica (ukr. Торговиця, Torhowycia) – wieś na Ukrainie, w obwodzie rówieńskim, w rejonie młynowskim, u ujścia Ikwy do Styru. W 2001 roku liczyła 383 mieszkańców.

## Historia
Wieś założona w 1265 roku. W 1675 roku zbudowano w Targowicy kościół pw. Matki Bożej Różańcowej z fundacji wojewody czernihowskiego Stanisława Kazimierza Bieniewskiego, przy którym w latach 1676-1832 istniał konwent dominikanów obserwantów. Bracia Kaznodzieje prowadzili parafię, należącą do dekanatu dubieńskiego. Na jej terenie znajdowały się kaplice w Mstyszynie i Łuczycach. Po kasacie, w 1871 roku władze carskie zamieniły kościół poklasztorny na cerkiew Wniebowstąpienia Pańskiego. W 1923 roku świątynia ponownie znalazła się w rękach katolików. W czasie II wojny światowej kościół pw. Matki Bożej Różańcowej został zdewastowany i rozebrany.
W 1705 roku w Targowicy przebywał Iwan Mazepa a rok później Stanisław Leszczyński.
Na początku XIX wieku wybudowano drewnianą synagogę ozdobioną wewnątrz polichromiami. W latach 80. XIX wieku 60% ludności stanowili Żydzi; na koniec wieku odsetek ten jeszcze się zwiększył.
Podczas dwudziestolecia międzywojennego należała do gminy Jarosławicze w powiecie dubieńskim województwa wołyńskiego II RP. Miejscowość składała się z całkowicie żydowskiego miasteczka (660 mieszkańców w 1921 roku), wsi, niemal w całości ukraińskiej i kolonii. We wsi mieszkało kilka-kilkanaście rodzin polskich.
We wrześniu 1939 roku zajęta przez Armię Czerwoną. Po ataku III Rzeszy na ZSRR pod koniec czerwca 1941 roku miejscowi Ukraińcy dokonali pogromu, podczas którego zabito 20 Żydów. W następnym miesiącu ukraińska milicja zastrzeliła około 10 Polaków (m.in. z rodzin Górniaków i Cudzików). 1 sierpnia 1941 komando SD rozstrzelało w Targowicy 130 żydowskich mężczyzn. W miasteczku powstało getto zlikwidowane 9 października 1942 roku, gdy rozstrzelano 700 Żydów. Tych, którzy zdołali uciec do lasu, tropiła niemiecka żandarmeria i ukraińska policja. Według Władysława i Ewy Siemaszków egzekucja odbyła się po zagnaniu ofiar do Młynowa.
Podczas rzezi wołyńskiej w 1943 roku ponad 30 Polaków mieszkających w Targowicy zostało zamordowanych przez UPA.